# Owenia reticulata
Owenia reticulata är en tvåhjärtbladig växtart som beskrevs av F Muell.. Owenia reticulata ingår i släktet Owenia och familjen Meliaceae. Inga underarter finns listade i Catalogue of Life.